# Harry Piel
Harry Piel, właśc. Heinrich Piel (ur. 12 lipca 1892 w Düsseldorfie, zm. 27 marca 1963 w Monachium) – niemiecki aktor i reżyser filmowy.
Został pochowany na Cmentarzu Leśnym w Monachium.

## Filmografia
- Dämone der Tiefe (1912)
- Der Börsenkönig (1912)
- Nachtschatten (1913)
- Der schwarze Pierrot (1913)
- Der grüne Teufel (1913)
- Im Leben verspielt (1913)
- Menschen und Masken (1913)
- Seelenadel (1913)
- Erblich belastet? (1913)
- Harakiri (1913)
- Menschen und Masken (1913)
- Die Millionenmine (1913)
- Die braune Bestie (1914)
- Der geheimnisvolle Nachtschatten (1914])
- Das Teufelsauge (1914)
- Das geheimnisvolle Zeichen (1914)
- Das Abenteuer eines Journalisten (1914)
- Der schwarze Husar (1915)
- Der Bär von Baskerville (1915)
- Manya, die Türkin (1915)
- Im Banne der Vergangenheit (1915)
- Das Geheimnis von D. 14 (1915)
- Police Nr. 1111 (1915)
- Das verschwundene Los (1915)
- Das lebende Rätsel (1916)
- Unter heißer Zone (1916)
- Das geheimnisvolle Telephon (1916])
- Zur Strecke gebracht (1917)
- Der Sultan von Johore (1917)
- Der weiße Schrecken (1917)
- Um eine Million (1917)
- Der stumme Zeuge (1917)
- Sein Todfeind (1917)
- Das amerikanische Duell (1918)
- Die Ratte (1918)
- Das rollende Hotel (1918)
- Diplomaten (Film) (1918)
- Die närrische Fabrik (1918)
- Das Auge des Götzen (1919)
- Der Muff (1919)
- Der blaue Drachen (1919)
- Der rätselhafte Klub (1919)
- Der grosse Coup (1919)
- Über den Wolken (1919)
- Die Geheimnisse des Zirkus Barré (1920)
- Die Luftpiraten (1920)
- Das fliegende Auto (1920)
- Der Verächter des Todes (1920)
- Das Gefängnis auf dem Meeresgrund (1920)
- Der Reiter ohne Kopf (1921)
- Dier Fürst der Berge (1921)
- Das verschwundene Haus (1922)
- Das schwarze Kuvert (1922)
- Rivalen (1923)
- Der letzte Kampf (1923)
- Abenteuer einer Nacht (1923)
- Menschen und Masken (1923)
- Auf gefährlichen Spuren (1924)
- Der Mann ohne Nerven (1924)
- Schneller als der Tod (1925)
- Zigano, der Brigant vom Monte Diavolo (1925)
- Abenteuer im Nachtexpress (1925)
- Der schwarze Pierrot (1926)
- Achtung Harry! Augen auf! (1926)
- Was ist los im Zirkus Beely? (1926)
- Sein grösster Bluff (1927)
- Rätsel einer Nacht (1927)
- Panik (1928)
- Mann gegen Man (1928)
- Seine stärkste Waffe (1928)
- Die Mitternachtstaxe (1929)
- Männer ohne Beruf (1929)
- Sein bester Freund (1929)
- Menschen im Feuer (1930)
- Achtung! - Auto-Diebe! (1930)
- Er oder ich (1930)
- Bobby geht los (1931)
- Der Geheimagent (1932)
- Das Schiff ohne Hafen (1932)
- Sprung in den Abgrund (1933)
- Scharzwaldmädel (1933)
- Die Welt ohne Maske (1934)
- Der Herr der Welt (1934)
- Artisten (1935)
- 90 Minuten Aufenthalt (1936)
- Wie einst im Mai (1937)
- Der unmögliche Herr Pitt (1938)
- Menschen, Tiere, Sensationen (1938)
- Panik (1943)
- Die grosse Nummer (1942)
- Mann im Sattel (1945)
- Der Tiger Akbar (1951)
- Gesprengte Gitter (1953)
- Affenliebe (1955)
- Wenn Tiere erwachen (1955)
- Wenn Tiere betteln (1955)